# 바스크 조국과 자유
바스크 조국과 자유(바스크어: Euskadi Ta Askatasuna 에우스카디 타 아스카타수나 [eus̺kaði ta as̺katas̺una], ETA 에타 [ˈɛːta])는 바스크의 민족주의 분리주의자 조직이었다. 1959년에 창설되어, 처음에는 전통 문화를 옹호하는 단체에서 시작하여 바스크의 독립을 요구하는 준군사조직으로 발전했다. 2010년 활동 정지를 선언하고 2018년 공식적으로 해산하였다.

## 역사

### 배경
ETA는 스페인의 군사독재자로서 유럽의 마지막 전체주의 정권으로 불린 프란시스코 프랑코 총통 시대(1939년-1975년)에 맞선 학생 저항운동이었다. 프랑코 군사독재정권은 반공주의, 반 분리주의에 따라 지배하였으므로 바스크의 말과 고유문화를 탄압하였으며, 독재에 항의하는 지식인들을 고문하였다. 이러한 폭력으로 바스크의 민족주의는 불붙었으며, ETA도 쿠바 혁명, 알제리 독립 전쟁의 영향으로 사회주의적, 혁명적인 정치노선을 걷게 되었다. 프랑코의 죽음으로 군사독재가 끝나고 민주화된 이후에도 ETA의 분리주의 곧 독립 국가 건설주장과 헌법에 의해 분리주의를 반대하는 스페인 헌법 2조는 대립하고 있다.

### 수감
1968년부터 정부 인사와 ETA에 따르면 ETA는 40여년 동안 820명 이상을 살해했고, 100명 넘는 사람을 불구로 만들었으며 수십 명을 납치했다고 한다. 미국, 캐나다, 유럽 연합, 스페인, 프랑스 당국은 ETA을 테러 집단으로 규정하고 있다. 700명이 넘는 ETA 출신 수감자가 스페인, 프랑스나 다른 국가 교도소에 투옥되어 있다.

### 휴전 선언
프랑코 군사 독재 정권에 맞선 ETA의 테러는 민족을 위한 헌신, 민주화운동으로 여겨졌지만, 폭력은 민중들의 지지를 잃게 할 뿐이라는 내부해석에 따라 ETA에서도 2010년 9월 5일에 "갈등의 민주적 해결을 찾겠다."고 밝혔다. 하지만 1981년 이후 휴전선언을 11번이나 약속했을 뿐더러, 분리주의를 고집하여 갈등은 해결될지는 알 수 없다.
2017년 4월 7일 ETA는 모든 총기와 폭발물을 전부 반납하고 비무장을 선언했다. 이로써 ETA는 결성된 지 58년 만에 비무장 단체가 되었다.

## 모토
ETA의 모토는 "둘을 지켜라"(Bietan jarrai 비에탄 하라이)인데, 이것은 ETA의 상징에 나오는 뱀(정치를 의미)과 뱀이 둘러 감은 도끼(무장 투쟁을 의미)을 말한다.

## 바스크 조국과 자유의 활동
바스크 조국과 자유는 스페인에 대한 테러를 하고 있고 대표적인 사건으로는 1986년 국방성에 포탄공격을 가하였고 1987년에는 바르셀로나 지하 주차장을 폭파 시키는 등의 폭력투쟁을 펼치고 있다.